# 無藤隆
無藤 隆（むとう たかし、1946年11月29日 - ）は、日本の教育学者。お茶の水大学教授、白梅学園大学学長、白梅学園大学教授などを経て同大名誉教授および同大学院客員教授。教育学の中でも、保育関連や心理学系統が専門。保育・幼児教育に関する政府審議会・調査研究会等の座長等を多く務める。

## 人物
東京都出身。白梅学園大学設立時の学長。後に東京大学名誉教授の汐見稔幸が学長を引き継いだため、同大子ども学部教授として同大に引き続き在籍（大学院子ども学研究科長を兼任）。2009年、同年設置された発達臨床学科の担当に転属。2017年、定年退職により同大特任教授。2020年、同大学院客員教授。2025年、瑞宝中綬章受章。

## 略歴
- 1972年 東京大学教育学部教育心理学科卒業
- 1975年 東京大学大学院教育学研究科修士課程修了
- 1977年 同博士課程中退
- 1977年10月 東京大学新聞研究所助手
- 1980年4月 聖心女子大学文学部講師
- 1987年8月 お茶の水女子大学家政学部助教授
- 1993年10月 同生活科学部教授
- 2001年4月 お茶の水女子大学附属小学校校長（兼任）
- 2003年4月 お茶の水女子大学子ども発達教育研究センター教授
- 2004年4月 白梅学園短期大学学長・お茶の水女子大学客員教授
- 2005年4月 白梅学園大学学長（短大学長を引き続き併任）
- 2007年10月 白梅学園大学子ども学部教授
- 2017年4月 白梅学園大学特任教授、同大名誉教授
- 2020年4月 白梅学園大学大学院客員教授

## 著書
- 生活科の心理学 初教出版 1990.4
- 子どもの生活における発達と学習 ミネルヴァ書房 1992.3
- 体験が生きる教室 個性を伸ばす学習・表現・評価 金子書房 1994.5
- 赤ん坊から見た世界 言語以前の光景 1994.5 (講談社現代新書)
- 協同するからだとことば 幼児の相互交渉の質的分析 金子書房 1997.2 (認識と文化
- ことばが誕生するとき 言語・情動・関係 新曜社 1991.2 (心理学のフロンティア)
- 自ら学ぶ子を育てる 金子書房 1998.1 (子どもの発達と教育
- 早期教育を考える 日本放送出版協会 1998.3 (NHKブックス)
- 新学習指導要領早わかり全教科改訂のポイント 東京書籍 1999.5
- 知的好奇心を育てる保育 学びの三つのモード論 フレーベル館 2001.3 (21世紀保育ブックス)
- 学校のリ・デザイン 総合的学習から学校を再生する 東洋館出版社 2001.4
- 現場と学問のふれあうところ 教育実践の現場から立ち上がる心理学 新曜社 2007.10
- 子どもの成長に合わせた叱り方 1～5歳 PHP研究所 2008.8
- 幼児教育の原則 保育内容を徹底的に考える ミネルヴァ書房 2009.10

## 共編著
- テレビと子どもの発達 東京大学出版会 1987.12
- 児童心理学 柴崎正行共編 ミネルヴァ書房 1989.5 (保育講座
- 教育心理学 柴崎正行共編 ミネルヴァ書房 1989.6 (保育講座
- 学習と教育 久保ゆかり共著 新曜社 1990.4
- 保育内容人間関係 森上史朗共編 ミネルヴァ書房 1990.3 (保育講座
- 保育内容言葉 高杉自子共編 ミネルヴァ書房 1990.3 (保育講座
- 学校教育の心理学 市川伸一共編著 学文社 1998.4 (教育演習双書
- 児童心理学 放送大学教育振興会 1998.3
- 「総合的な学習」展開のアイディアと実践 中野重人,澁澤文隆共編著 東京書籍 1999.5
- 新しい教育課程と保育の展開・幼稚園 小田豊、神長美津子共編著 東洋館出版社 1999.8
- 「生活科」発「総合的な学習」 身近なヒト・モノ・コトとのかかわりが育てる「生きる力」 東京書籍 2000.3 (小学校・新教育課程のキーワード 第5巻(生活科))
- 幼児期にふさわしい知的発達 幼児の好奇心・探求心を育てる保育 チャイルド本社 2000.3
- 発達心理学 ミネルヴァ書房 2001.10 (保育・看護・福祉プリマーズ
- 幼児の心理と保育 ミネルヴァ書房 2001.10 (保育・看護・福祉プリマーズ
- 保育心理学 清水益治共編著 北大路書房 2002.9 (保育ライブラリ)
- 「学力低下論」への挑戦 新教育課程での学校・家庭・地域の在り方を探る ぎょうせい 2002.4
- 幼稚園教育の新たな展開 園づくり・保育の疑問に応える 神長美津子共編著 ぎょうせい 2003.7
- 乳幼児心理学 岩立京子共編著 北大路書房 2003.3 (保育ライブラリ)
- 発達の理解と保育の課題 同文書院 2003.4 (保育・教育ネオシリーズ)
- 保育実践のフィールド心理学 倉持清美共編著 北大路書房 2003.12 (保育ライブラリ)
- よくわかる発達心理学 岡本祐子,大坪治彦共編著 ミネルヴァ書房 2004.9
- 教育心理学 麻生武共編著 北大路書房 2004.7 (保育ライブラリ)
- 「幼保一体化」から考える幼稚園・保育所の経営ビジョン 網野武博,神長美津子共編著 ぎょうせい 2005.12
- 『気になる子』の保育と就学支援 幼児期におけるLD・ADHD・高機能自閉症等の指導 神長美津子,柘植雅義,河村久共編著 東洋館出版社 2005.8
- 臨床心理学 福丸由佳共編著 北大路書房 2005.3 (保育ライブラリ)
- 障害児保育 渡部信一,本郷一夫共編著 北大路書房 2005.1 (保育ライブラリ)
- 発達心理学 藤崎眞知代共編著 北大路書房 2005.1 (保育ライブラリ)
- 保育の実践・原理・内容 写真でよみとく保育 増田時枝,松井愛奈共編著 ミネルヴァ書房 2006.4
- これからの保育者にもとめられること 網野武博,増田まゆみ,柏女霊峰共著 ひかりのくに 2006.5
- 子どもと環境 保育内容 基本と実践事例 田尻由美子共編著 同文書院 2006.3
- The保育 101の提言 v.1-3 フレーベル館 2007-10
- 理科大好き!の子どもを育てる 心理学・脳科学者からの提言 北大路書房 2008.1
- 育ちと学びの生成 麻生武共編 東京大学出版会 2008.4
- 新しい教育課程と学校づくり 平成20年学習指導要領対応 全6巻 嶋野道弘共編 ぎょうせい 2008.7
- 子育て支援の心理学 家庭・園・地域で育てる 安藤智子共編 有斐閣 2008.10
- 発達心理学 佐久間路子共編著 学文社 2008.12
- 障害児保育 保育の内容・方法を知る 渡部信一,本郷一夫共編著 北大路書房 2009.1
- 保育実践のフィールド心理学 子どもを知る 倉持清美共編著 北大路書房 2009.2
- よくわかる心理学 森敏昭,池上知子,福丸由佳共編 ミネルヴァ書房 2009.2
- むすんでみよう子どもと自然 保育現場での環境教育実践ガイド 井上美智子,神田浩行共編著 北大路書房 2010.5

## 翻訳
- 入門ことばの科学 G.A.ミラー 久慈洋子共訳 誠信書房 1983.7
- 新ホワイト博士の育児書  3歳までに決まる知能・言語・社会性・好奇心 バートン・L.ホワイト　山本洋司共訳 くもん出版 1986.12
- 子どものこころを育てるテレビ・テレビゲーム・コンピュータ /P.M.グリーンフィールド 鈴木寿子共訳 サイエンス社 1986.9
- 子どもの思考 ロバート・S.シーグラー 日笠摩子共訳 誠信書房 1992.1
- 日常生活の認知行動 ひとは日常生活でどう計算し、実践するか ジーン・レイヴ 新曜社 1995.4
- ことばの科学 単語の形成と機能 ミラー 青木多寿子,柏崎秀子共訳 東京化学同人 1997.5 (SAライブラリー
- 食べることの社会学 食・身体・自己 デボラ・ラプトン 佐藤恵理子共訳 新曜社 1999.3
- 子どもの養育に心理学がいえること 発達と家族環境 H.R.シャファー 佐藤恵理子共訳 新曜社 2001.3
- 成長のものさし Children in the classroom ages 4-14 チップ・ウッド 安彦忠彦共訳 図書文化社 2008.8

## 関連人物
- 中原忠男 - 環太平洋大学次世代教育学部教授
- 伊藤卓 - 横浜国立大学名誉教授
- 清水康敬 - メディア教育開発センター理事長
- 木村捨雄 - 鳴門教育大学名誉教授